# Acyloxygruppe

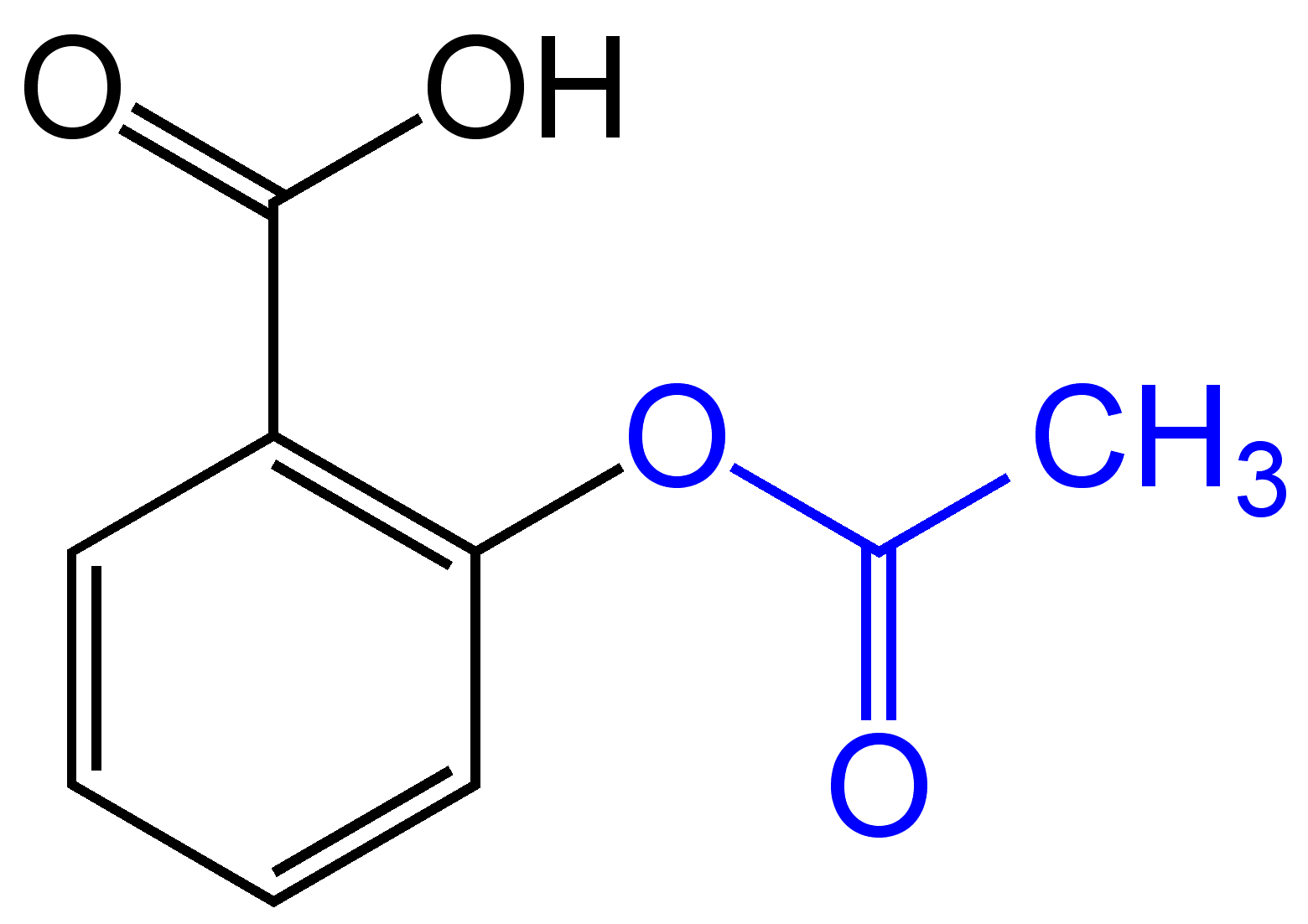
Acyloxyrest (blau) als Teil der Strukturformel von Acetylsalicylsäure. Im Beispiel ist die Acyloxygruppe eine Acetyloxygruppe, die sich von der Essigsäure ableitet.

Als Acyloxygruppe, Acyloxy, Azyloxy oder Alkanoyloxy bezeichnet man in der Chemie eine funktionelle Gruppe mit der allgemeinen Struktur R-(C=O)O-, wobei R ein Organyl-Rest (Alkyl- oder Aryl- etc.) bzw. ein Wasserstoffatom sein kann. Die Acyloxygruppe leitet sich formal von Carbonsäuren ab, in denen das Wasserstoffatom der OH-Gruppe durch einen Rest substituiert wurde.
Die Einführung einer Acyloxygruppe in ein Molekül wird als Acyloxylierung bezeichnet. Zur Einführung einer Acyloxygruppe in ein organisches Molekül bietet sich die Umsetzung von Percarbonsäureestern (Kharasch-Sosnovsky-Reaktion) oder die Verwendung von Metallsalzen (Pb, Hg, Tl, Pd etc.) der Carbonsäuren als Edukt an. Bei der Kolbe-Synthese (Elektrolyse der Natrium- oder Kaliumsalze von Carbonsäuren in wässriger Lösung) bilden sich im ersten Schritt durch eine anodische Oxidation der Acyloxyanionen (Carboxylationen) Acyloxyradikale. Es wird angenommen, dass N-Nitroso-Derivate von Carbonsäureaniliden sich zu N-Acyloxy-Verbindungen umlagern, die zu Phenyl-Radikalen zerfallen.
Die Acyloxygruppe mit dem unbestimmten Rest R ist der Gattungsbegriff der Acetyloxygruppe („AcO“), der Benzoyloxygruppe und ähnlicher Reste. Die Acyloxygruppe sollte nicht mit der Acylgruppe – z. B. Acetylgruppe („Ac“) oder Benzoylgruppe – verwechselt werden.